# 罗萨纳 (巴西)
罗萨纳是巴西圣保罗州的一个市镇。总面积741.216平方公里，总人口26814人，人口密度36.2人/平方公里。